# Delissea kauaiensis
Espèce
Statut de conservation UICN

 CR B1ab(i,ii,iii,iv,v)+2ab(i,ii,iii, iv,v); C2a(i); D : 
En danger critique
Delissea kauaiensis est une espèce de plante de la famille des Campanulacées endémique de Hawaï.